# Pałac w Konarzewie
Pałac w Konarzewie – zabytkowy pałac w miejscowości Konarzewo (powiat poznański).
Barokowa, piętrowa budowla na planie prostokąta, wzniesiona w latach 1689–1699 dla Andrzeja Aleksandra Radomickiego herbu Kotwicz, kasztelana gnieźnieńskiego, poznańskiego i kaliskiego, późniejszego wojewody kaliskiego i poznańskiego.

## Historia
Radomiccy byli właścicielami Konarzewa do 1808, kiedy to majątek przeszedł drogą dziedziczenia na Franciszka Ksawerego Działyńskiego. W listopadzie 1806 w pałacu zatrzymał się Napoleon Bonaparte. W Konarzewie rozpoczął gromadzenie swoich zbiorów (później przeniesionych do Kórnika) syn Franciszka Działyńskiego, Tytus.
Po Działyńskich, Konarzewo odziedziczyli Dzieduszyccy, później przeszło w posiadanie Czartoryskich. Ostatnim przedwojennym właścicielem Konarzewa był książę Roman Jacek Czartoryski. Podczas okupacji pałac został zdewastowany. Po II wojnie światowej własność Skarbu Państwa ostatnio w gestii Agencji Nieruchomości Rolnych. Remonty przeprowadzone w latach 1953 i 1971 spowodowały częściową utratę oryginalnego charakteru wnętrz. Od lat 90. XX wieku popada w ruinę. W 2013 roku nastąpił zwrot pałacu i parku 12 spadkobiercom księcia Romana Jacka Czartoryskiego (wśród nich Olga Stanisławska i Stanisław Czartoryski, ojciec Anny Czartoryskiej) oraz wystawienie ich na sprzedaż.
11 lipca 2023 roku w pałacu wybuchł pożar, w wyniku którego zniszczeniu uległ dach oraz część zabytkowych polichromii.

## Opis

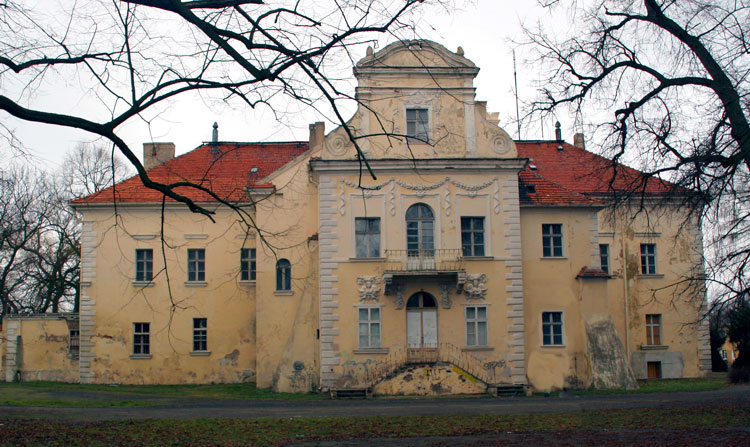
Fasada ogrodowa (tył budynku)

Prosta i elegancka fasada frontowa pałacu zwrócona ku północy z głównym wejściem i herbem Kotwicz Radomickiego, budowniczego pałacu z datą 1697 i sentencją w j. łac. Hanc ædem fieri curavit Andreas a Radomicko Radomicki osiecensis capitaneus. Przed fasadą duży podjazd, otoczony murem z barokową bramą. Fasada ogrodowa z dwupiętrowym ryzalitem. Dach czterospadowy. Wewnątrz pałacu sień, na przestrzał osi głównej,  o sklepieniu beczkowym z lunetami oraz podobne pomieszczenie na piętrze. Częściowo zachowana dekoracja sztukatorska i malarska z przełomu XVII/XVIII w.
Obok pałacu późnobarokowa oficyna z końca XVII w., kryta łamanym dachem polskim z okienkami powiekowymi.
Otaczający rezydencję ogród, pierwotnie urządzony w stylu włoskim (zachowały się tarasy w bezpośrednim pobliżu pałacu), przechodzący w park, został, za czasów Działyńskich, wykorzystany jako zaplecze szkółkarsko-hodowlane arboretum w Kórniku.

## Galeria

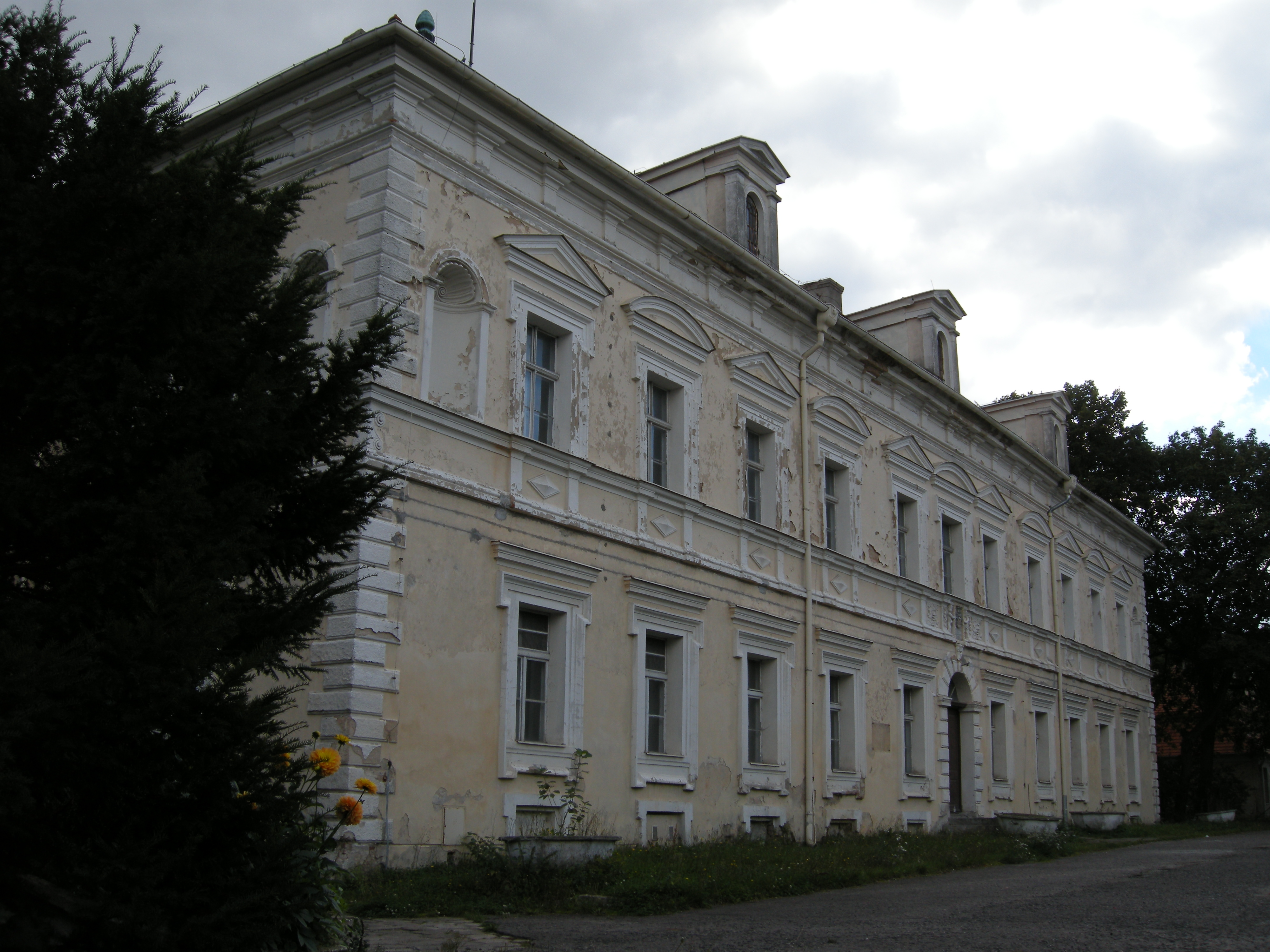
Fasada pałacu
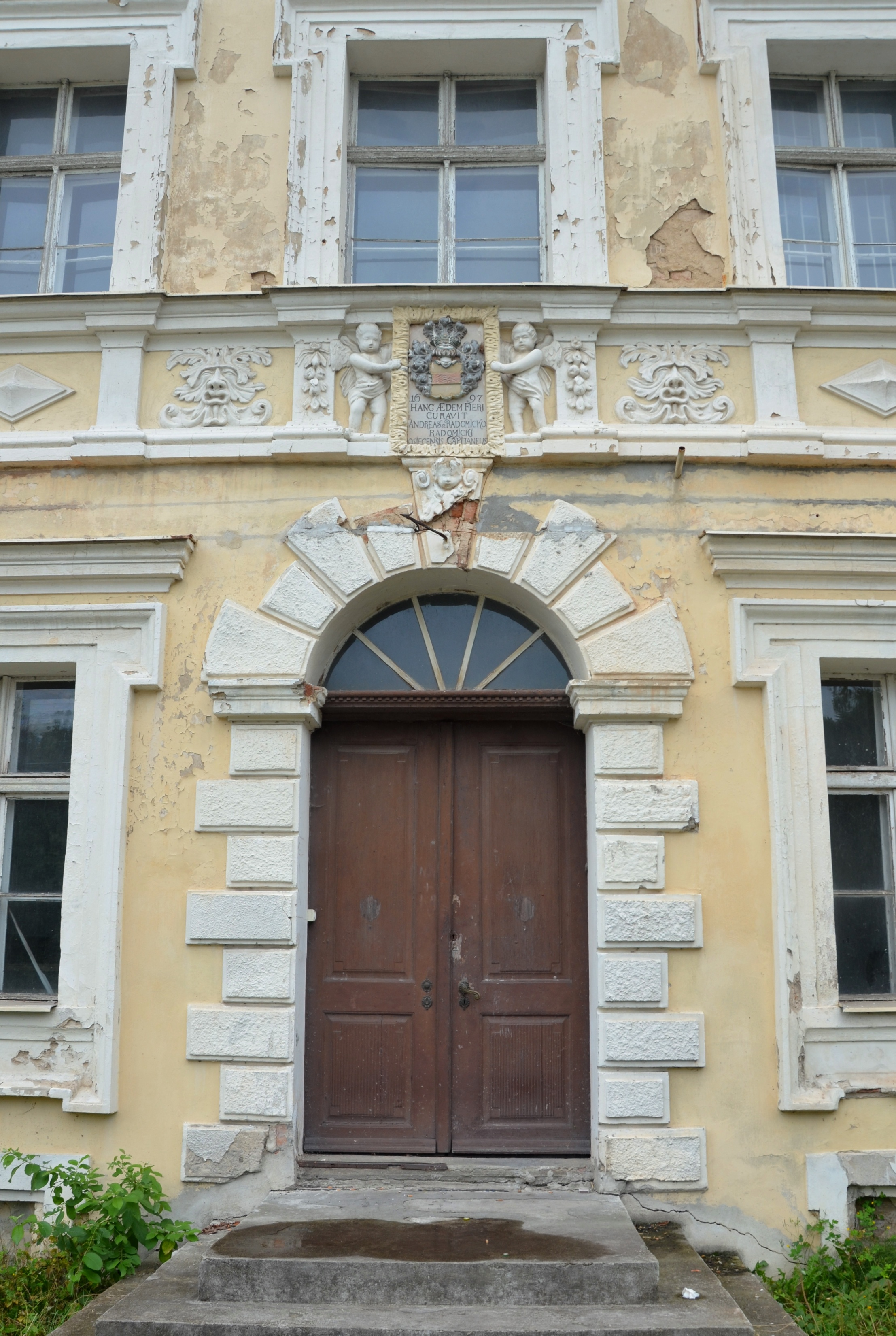
Portal z herbem  Kotwicz Radomickiego
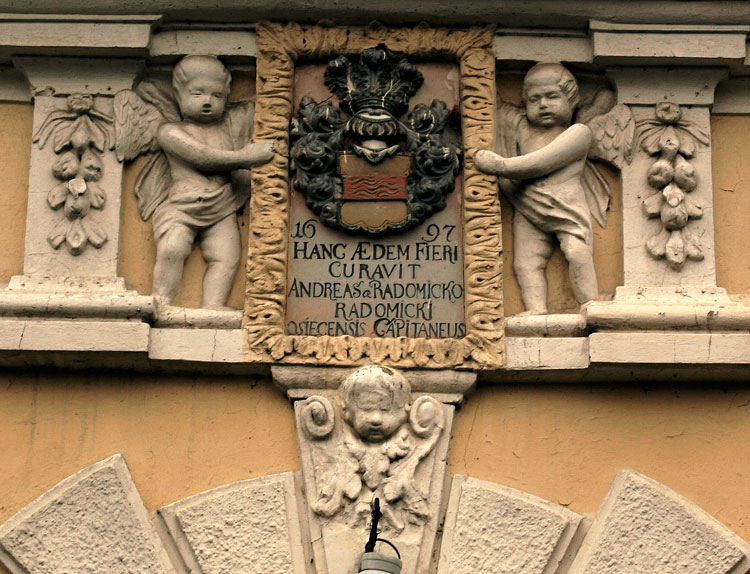
Herb Kotwicz z datą i sentencją
Herb Kotwicz (odmiana)
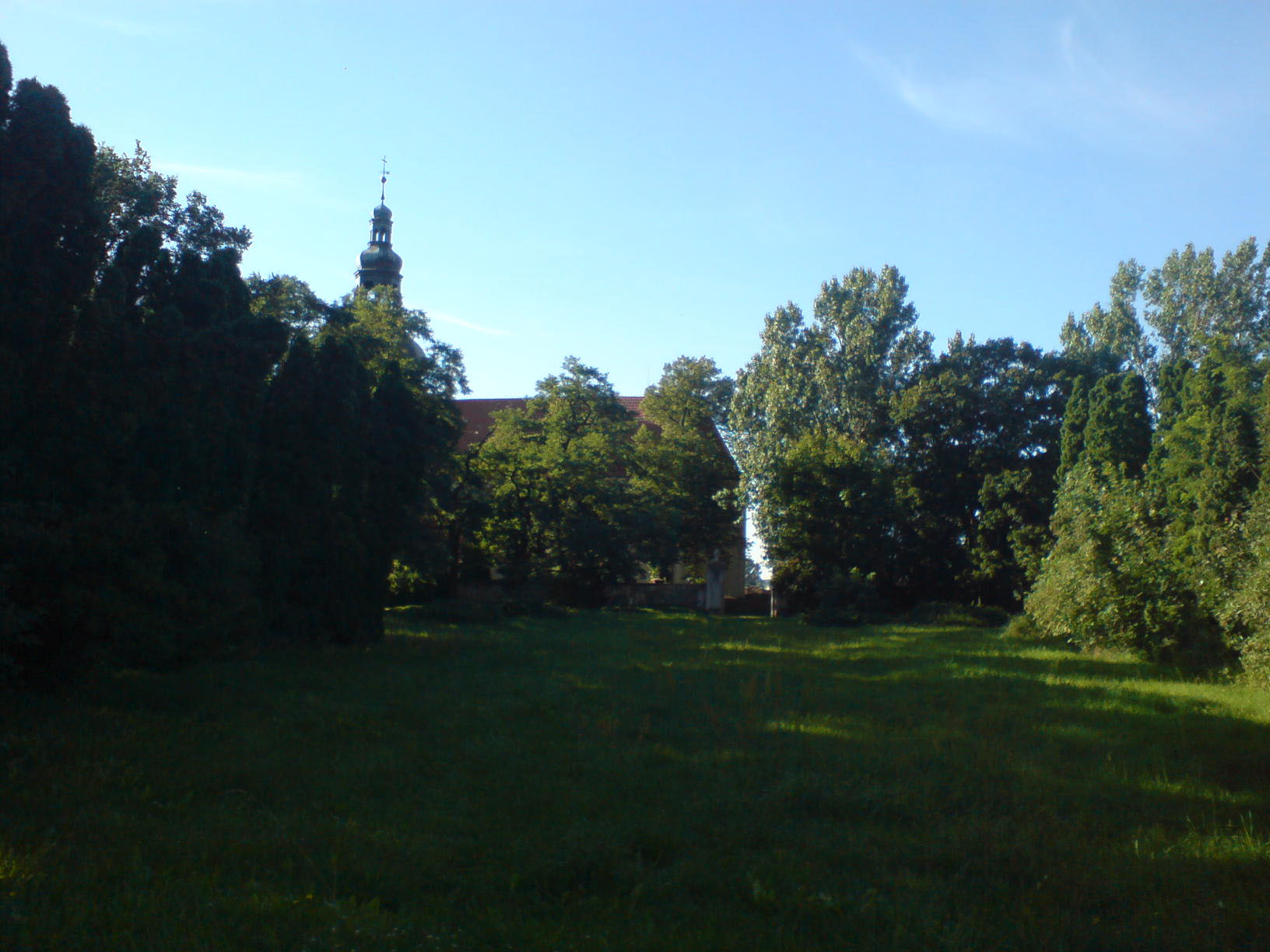
Ogród przed pałacem
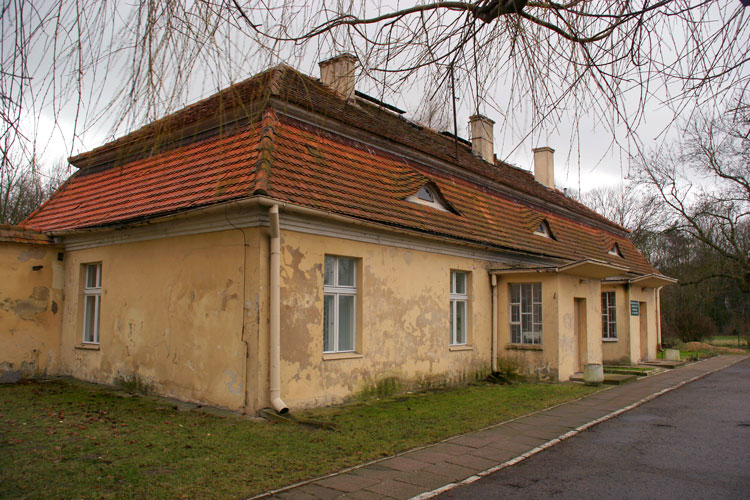
Oficyna przy pałacu
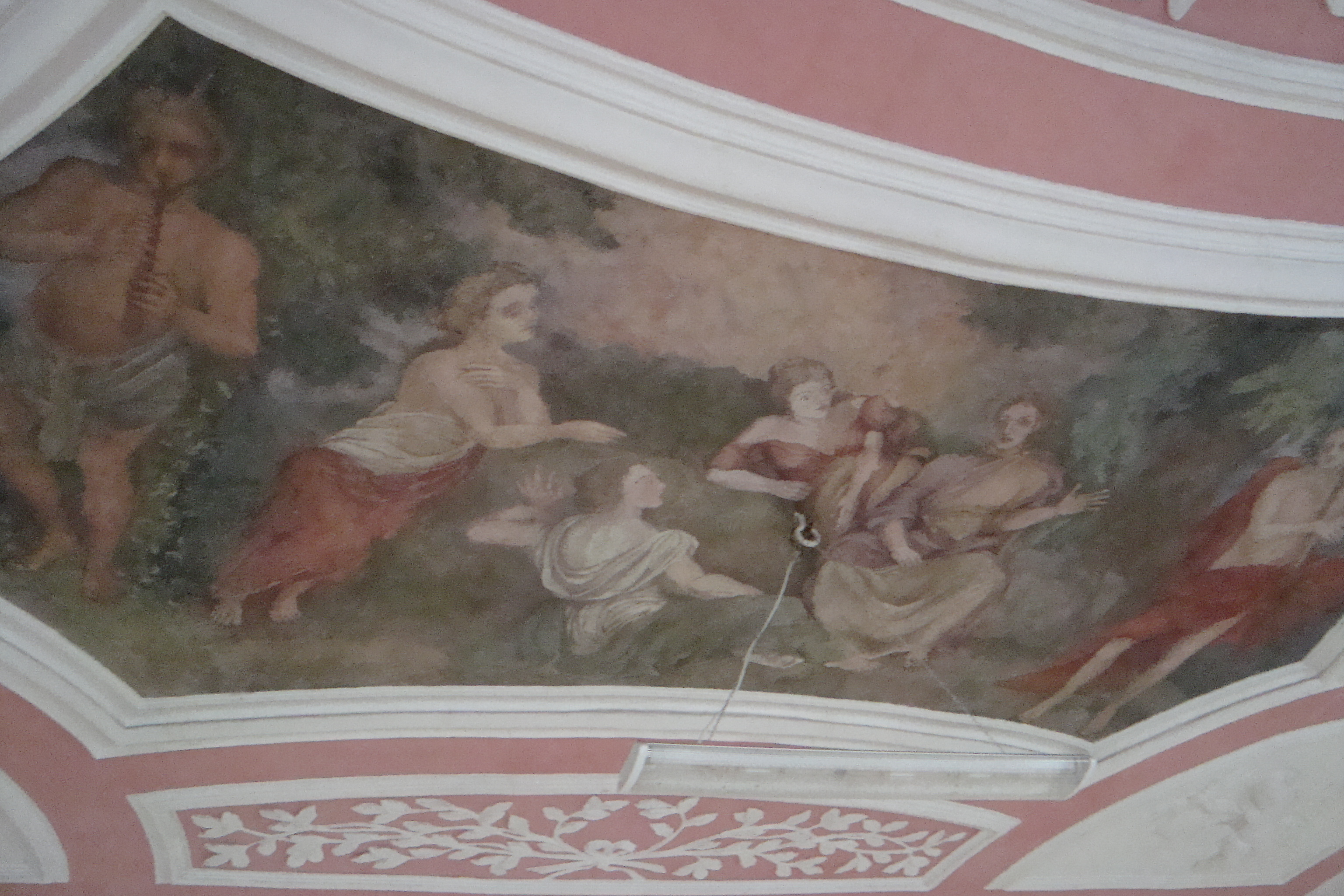
Freski
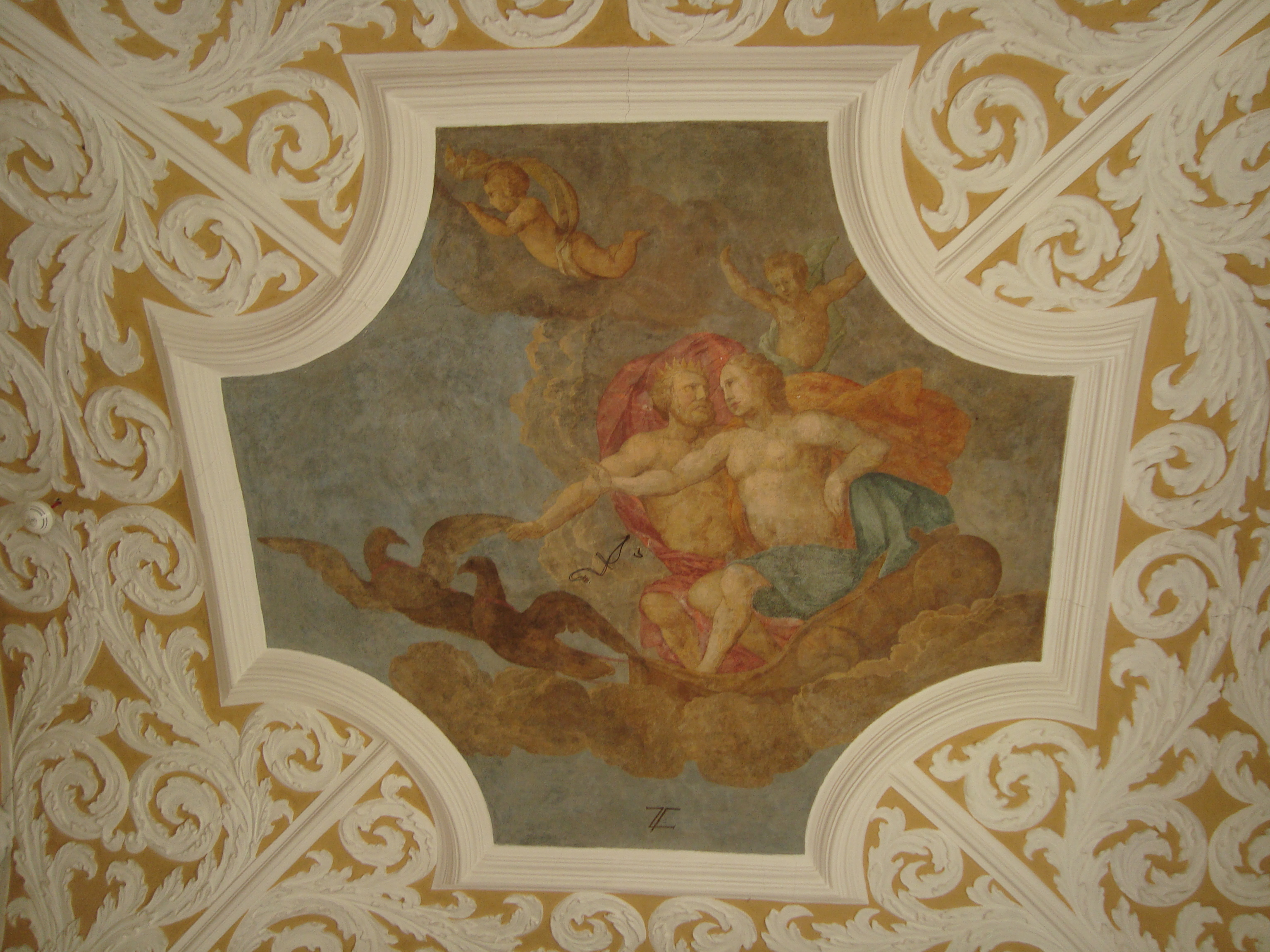
Freski